# Isotopes du platine
Le platine (Pt, numéro atomique 78) possède 37 isotopes connus, de nombre de masse variant entre 166 et 202, et 13 isomères nucléaires. Parmi ces isotopes, cinq sont stables (192Pt, 194Pt, 195Pt, 196Pt et 198Pt) ; ils constituent avec le radioisotope primordial quasi stable 190Pt (très minoritaire) la totalité du platine naturellement présent. La masse atomique standard attribuée au platine est de 195,084(9) u.
Parmi les 31 radioisotopes artificiels du platine, celui à la plus longue période est 193Pt avec une demi-vie de 50 ans. Les autres radioisotopes ont une demi-vie inférieure à 11 jours, et la plupart inférieure à une heure.
Parmi les isomères nucléaires, les plus stables sont 193mPt (t1/2 de 4,33 jours), 195mPt (t1/2 de 4 jours), 197mPt (t1/2 de 95,41 minutes) et 185mPt (t1/2 de 33 minutes), les autres ayant tous une demi-vie inférieure à une minute, et la plupart inférieure à une seconde.
Les radioisotopes les plus légers se désintègrent principalement par radioactivité α en isotopes de l'osmium, mais avec une part croissante d'émission de positron (β+) en isotopes de l'iridium — devenant même le mécanisme majoritaire — à mesure que leur masse atonique augmente. 188Pt, 191Pt 193Pt font exception en se désintégrant principalement par capture électronique en isotopes de l'iridium correspondants, ainsi que le radionucléide primordial 190Pt qui se désintègre par émission α. Les radioisotopes plus lourds se désintègrent eux tous par désintégration β− en isotopes de l'or.

## Isotopes notables

### Platine naturel
Le platine naturel est constitué des cinq isotopes stables 192Pt, 194Pt, 195Pt, 196Pt, 198Pt, et du radioisotope primordial 190Pt (demi-vie de 6,50 × 1011 années).
| Isotope | Abondance (pourcentage molaire) |
| ------- | ------------------------------- |
| 190Pt   | 0, 014 (1) %                    |
| 192Pt   | 0,782 (7) %                     |
| 194Pt   | 32,967 (99) %                   |
| 195Pt   | 33,832 (10) %                   |
| 196Pt   | 25,242 (41) %                   |
| 198Pt   | 7,163 (55) %                    |

## Table des isotopes
| Symbole de l'isotope | Z (p)                | N (n)                | Masse isotopique (u) | Demi-vie       | Mode(s) de désintégration, | Isotope(s)-fils | Spin nucléaire |
| Symbole de l'isotope | Énergie d'excitation | Énergie d'excitation | Énergie d'excitation | Demi-vie       | Mode(s) de désintégration, | Isotope(s)-fils | Spin nucléaire |
| -------------------- | -------------------- | -------------------- | -------------------- | -------------- | -------------------------- | --------------- | -------------- |
| 166Pt                | 78                   | 88                   | 165,99486(54)#       | 300(100) µs    |                            |                 | 0+             |
| 167Pt                | 78                   | 89                   | 166,99298(44)#       | 700(200) µs    |                            |                 | 7/2−#          |
| 168Pt                | 78                   | 90                   | 167,98815(22)        | 2,00(18) ms    | α                          | 164Os           | 0+             |
| 168Pt                | 78                   | 90                   | 167,98815(22)        | 2,00(18) ms    | β+ (rare)                  | 168Ir           | 0+             |
| 169Pt                | 78                   | 91                   | 168,98672(22)#       | 3,7(15) ms     | α                          | 165Os           | 3/2−#          |
| 169Pt                | 78                   | 91                   | 168,98672(22)#       | 3,7(15) ms     | β+ (rare)                  | 169Ir           | 3/2−#          |
| 170Pt                | 78                   | 92                   | 169,982495(20)       | 14,0(2) ms     | α (98 %)                   | 166Os           | 0+             |
| 170Pt                | 78                   | 92                   | 169,982495(20)       | 14,0(2) ms     | β+ (2 %)                   | 170Ir           | 0+             |
| 171Pt                | 78                   | 93                   | 170,98124(9)         | 51(2) ms       | α (99 %)                   | 167Os           | 3/2−#          |
| 171Pt                | 78                   | 93                   | 170,98124(9)         | 51(2) ms       | β+ (1 %)                   | 171Ir           | 3/2−#          |
| 172Pt                | 78                   | 94                   | 171,977347(14)       | 98,4(24) ms    | α (77 %)                   | 168Os           | 0+             |
| 172Pt                | 78                   | 94                   | 171,977347(14)       | 98,4(24) ms    | β+ (23 %)                  | 172Ir           | 0+             |
| 173Pt                | 78                   | 95                   | 172,97644(6)         | 365(7) ms      | α (84 %)                   | 169Os           | 5/2−#          |
| 173Pt                | 78                   | 95                   | 172,97644(6)         | 365(7) ms      | β+ (16 %)                  | 173Ir           | 5/2−#          |
| 174Pt                | 78                   | 96                   | 173,972819(13)       | 0,889(17) s    | α (83 %)                   | 170Os           | 0+             |
| 174Pt                | 78                   | 96                   | 173,972819(13)       | 0,889(17) s    | β+ (17 %)                  | 174Ir           | 0+             |
| 175Pt                | 78                   | 97                   | 174,972421(20)       | 2,53(6) s      | α (64 %)                   | 171Os           | 5/2−#          |
| 175Pt                | 78                   | 97                   | 174,972421(20)       | 2,53(6) s      | β+ (36 %)                  | 175Ir           | 5/2−#          |
| 176Pt                | 78                   | 98                   | 175,968945(15)       | 6,33(15) s     | β+ (62 %)                  | 176Ir           | 0+             |
| 176Pt                | 78                   | 98                   | 175,968945(15)       | 6,33(15) s     | α (38 %)                   | 172Os           | 0+             |
| 177Pt                | 78                   | 99                   | 176,968469(16)       | 10,6(4) s      | β+ (94,4 %)                | 177Ir           | 5/2−           |
| 177Pt                | 78                   | 99                   | 176,968469(16)       | 10,6(4) s      | α (5,6 %)                  | 173Os           | 5/2−           |
| 177mPt               | 147,4(4) keV         | 147,4(4) keV         | 147,4(4) keV         | 2,2(3) µs      |                            |                 | 1/2−           |
| 178Pt                | 78                   | 100                  | 177,965649(12)       | 21,1(6) s      | β+ (92,3 %)                | 178Ir           | 0+             |
| 178Pt                | 78                   | 100                  | 177,965649(12)       | 21,1(6) s      | α (7,7 %)                  | 174Os           | 0+             |
| 179Pt                | 78                   | 101                  | 178,965363(10)       | 21,2(4) s      | β+ (99,76 %)               | 179Ir           | 1/2−           |
| 179Pt                | 78                   | 101                  | 178,965363(10)       | 21,2(4) s      | α (0,24 %)                 | 175Os           | 1/2−           |
| 180Pt                | 78                   | 102                  | 179,963031(12)       | 56(2) s        | β+ (99,7 %)                | 180Ir           | 0+             |
| 180Pt                | 78                   | 102                  | 179,963031(12)       | 56(2) s        | α (0,3 %)                  | 176Os           | 0+             |
| 181Pt                | 78                   | 103                  | 180,963097(16)       | 52,0(22) s     | β+ (99,93 %)               | 181Ir           | 1/2−           |
| 181Pt                | 78                   | 103                  | 180,963097(16)       | 52,0(22) s     | α (0,074 %)                | 177Os           | 1/2−           |
| 182Pt                | 78                   | 104                  | 181,961171(17)       | 2,2(1) min     | β+ (99,96 %)               | 182Ir           | 0+             |
| 182Pt                | 78                   | 104                  | 181,961171(17)       | 2,2(1) min     | α (0,038 %)                | 178Os           | 0+             |
| 183Pt                | 78                   | 105                  | 182,961597(17)       | 6,5(10) min    | β+ (99,99 %)               | 183Ir           | 1/2−           |
| 183Pt                | 78                   | 105                  | 182,961597(17)       | 6,5(10) min    | α (0,0096 %)               | 179Os           | 1/2−           |
| 183m1Pt              | 34,50(8) keV         | 34,50(8) keV         | 34,50(8) keV         | 43(5) s        | β+ (99,99 %)               | 183Ir           | (7/2)−         |
| 183m1Pt              | 34,50(8) keV         | 34,50(8) keV         | 34,50(8) keV         | 43(5) s        | α (4×10−4 %)               | 179Os           | (7/2)−         |
| 183m1Pt              | 34,50(8) keV         | 34,50(8) keV         | 34,50(8) keV         | 43(5) s        | TI                         | 183Pt           | (7/2)−         |
| 183m2Pt              | 195,68(11) keV       | 195,68(11) keV       | 195,68(11) keV       | >150 ns        |                            |                 | (9/2)+         |
| 184Pt                | 78                   | 106                  | 183,959922(19)       | 17,3(2) min    | β+ (99,99 %)               | 184Ir           | 0+             |
| 184Pt                | 78                   | 106                  | 183,959922(19)       | 17,3(2) min    | α (0,00169 %)              | 180Os           | 0+             |
| 184mPt               | 1839,4(16) keV       | 1839,4(16) keV       | 1839,4(16) keV       | 1,01(5) ms     | TI                         | 184Pt           | 8−             |
| 185Pt                | 78                   | 107                  | 184,96062(4)         | 70,9(24) min   | β+ (99,99 %)               | 185Ir           | (9/2+)         |
| 185Pt                | 78                   | 107                  | 184,96062(4)         | 70,9(24) min   | α (0,005 %)                | 181Os           | (9/2+)         |
| 185mPt               | 103,4(2) keV         | 103,4(2) keV         | 103,4(2) keV         | 33,0(8) min    | β+ (98 %)                  | 185Ir           | (1/2−)         |
| 185mPt               | 103,4(2) keV         | 103,4(2) keV         | 103,4(2) keV         | 33,0(8) min    | α (2 %)                    | 181Os           | (1/2−)         |
| 186Pt                | 78                   | 108                  | 185,959351(23)       | 2,08(5) h      | β+ (99,99 %)               | 186Ir           | 0+             |
| 186Pt                | 78                   | 108                  | 185,959351(23)       | 2,08(5) h      | α (1,4×10−4 %)             | 182Os           | 0+             |
| 187Pt                | 78                   | 109                  | 186,96059(3)         | 2,35(3) h      | β+                         | 187Ir           | 3/2−           |
| 188Pt                | 78                   | 110                  | 187,959395(6)        | 10,2(3) j      | CE (99,99 %)               | 188Ir           | 0+             |
| 188Pt                | 78                   | 110                  | 187,959395(6)        | 10,2(3) j      | α (2,6×10−5 %)             | 184Os           | 0+             |
| 189Pt                | 78                   | 111                  | 188,960834(12)       | 10,87(12) h    | β+                         | 189Ir           | 3/2−           |
| 189m1Pt              | 172,80(6) keV        | 172,80(6) keV        | 172,80(6) keV        | 464(25) ns     |                            |                 | 9/2−           |
| 189m2Pt              | 191,6(4) keV         | 191,6(4) keV         | 191,6(4) keV         | 143(5) µs      |                            |                 | (13/2+)        |
| 190Pt                | 78                   | 112                  | 189,959932(6)        | 6,5(3)×1011 a  | α                          | 186Os           | 0+             |
| 191Pt                | 78                   | 113                  | 190,961677(5)        | 2,862(7) j     | CE                         | 191Ir           | 3/2−           |
| 191m1Pt              | 100,67(2) keV        | 100,67(2) keV        | 100,67(2) keV        | >1 µs          |                            |                 | (9/2)−         |
| 191m2Pt              | 149,04(2) keV        | 149,04(2) keV        | 149,04(2) keV        | 95(5) µs       |                            |                 | (13/2)+        |
| 192Pt                | 78                   | 114                  | 191,9610380(27)      | Observé stable | Observé stable             | Observé stable  | 0+             |
| 193Pt                | 78                   | 115                  | 192,9629874(18)      | 50(6) a        | CE                         | 193Ir           | 1/2−           |
| 193mPt               | 149,78(4) keV        | 149,78(4) keV        | 149,78(4) keV        | 4,33(3) j      | TI                         | 193Pt           | 13/2+          |
| 194Pt                | 78                   | 116                  | 193,9626803(9)       | Observé stable | Observé stable             | Observé stable  | 0+             |
| 195Pt                | 78                   | 117                  | 194,9647911(9)       | Observé stable | Observé stable             | Observé stable  | 1/2−           |
| 195mPt               | 259,30(8) keV        | 259,30(8) keV        | 259,30(8) keV        | 4,010(5) j     | TI                         | 195Pt           | 13/2+          |
| 196Pt                | 78                   | 118                  | 195,9649515(9)       | Observé stable | Observé stable             | Observé stable  | 0+             |
| 197Pt                | 78                   | 119                  | 196,9673402(9)       | 19,8915(19) h  | β−                         | 197Au           | 1/2−           |
| 197mPt               | 399,59(20) keV       | 399,59(20) keV       | 399,59(20) keV       | 95,41(18) min  | TI (96,7 %)                | 197Pt           | 13/2+          |
| 197mPt               | 399,59(20) keV       | 399,59(20) keV       | 399,59(20) keV       | 95,41(18) min  | β− (3,3 %)                 | 197Au           | 13/2+          |
| 198Pt                | 78                   | 120                  | 197,967893(3)        | Observé stable | Observé stable             | Observé stable  | 0+             |
| 199Pt                | 78                   | 121                  | 198,970593(3)        | 30,80(21) min  | β−                         | 199Au           | 5/2−           |
| 199mPt               | 424(2) keV           | 424(2) keV           | 424(2) keV           | 13,6(4) s      | TI                         | 199Pt           | (13/2)+        |
| 200Pt                | 78                   | 122                  | 199,971441(22)       | 12,5(3) h      | β−                         | 200Au           | 0+             |
| 201Pt                | 78                   | 123                  | 200,97451(5)         | 2,5(1) min     | β−                         | 201Au           | (5/2−)         |
| 202Pt                | 78                   | 124                  | 201,97574(32)#       | 44(15) h       | β−                         | 202Au           | 0+             |

1. ↑  En gras pour les isotopes avec des demi-vies plus grandes que l'âge de l'univers (presque stables).
2. ↑  Abréviations :
CE : capture électronique ;
TI : transition isomérique.
3. ↑  Isotopes stables en gras.
4. ↑  radionucléide primordial.
5. ↑  Soupçonné de subir une désintégration α en 188Os avec une demi-vie supérieure à 470×1015 années.
6. ↑  Soupçonné de désintégration α en 190Os.
7. ↑  Soupçonné de désintégration α en 191Os.
8. ↑  Soupçonné de désintégration α en 192Os.
9. ↑  Soupçonné de désintégration α en 194Os ou de double désintégration β− en 198Hg avec une demi-vie supérieure à 320×1012 années.